# Breaking It

Breaking it (La toute première fois) est un film pornographique réalisé par David J. Frazer et Svetlana sorti sur les écrans en 1984.

## Argument
Film à sketch dans lequel un soi-disant expert raconte quatre histoires afin de prouver sa connaissance des jeunes filles et de la façon dont elles souhaitent perdre leur virginité.

## Résumé
Sur le bord d’une piscine, un homme (Paul Thomas) est en train de masser doucement les fesses d'une jeune fille prénommée Gina. Prenant des airs d’expert, il prétend tout connaître de la manière dont elles perdent leur virginité. À l’appui de sa forfanterie, il nous raconte quatre histoires :
1. Jodie (Traci Lords) est très admirative du professeur de biologie, M. Warren (John Leslie), dont elle imagine « toutes les possibilités ». Elle le poursuit jusque chez lui et l’aguiche jusqu’à ce qu’il consente à lui donner une leçon d’éducation sexuelle particulière, puis, elle le remercie de l’« avoir dépucelée ».
2. Debbie est amoureuse du père de son amie Jodie (Jamie Gillis). Un jour qu’ils sont seuls, elle en profite pour passer à l’attaque.
3. Deux amoureux qui s’embrassent dans une voiture sont surpris par un policier. Celui-ci emmène la jeune fille (Rikki Blake) dans un endroit où l’attend un groupe de jeunes gens « je me gardais pour mon petit ami » se défend elle mollement. Le petit ami (Peter North) survient et prend son droit car toute la scène n’était qu’un coup monté.
4. Un jeune puceau (Tom Byron), qui se vante sans cesse de ses exploits sexuels, ne dupe personne et surtout pas son copain Brad. Pour lui rendre service, celui-ci lui arrange un rendez-vous avec une femme expérimentée (Rachel Ashley) .

En guise de conclusion, « l’expert » nous démontre sa compétence en entreprenant la jeune Gina. Il pratique un coitus interuptus censé démontrer son expérience.

## Commentaires
Traci Lords avait environ seize ans lorsqu’elle tourna dans ce film. La possession d'un enregistrement du film est donc illégale dans de nombreux pays, depuis que cela a été révélé. En France le film a pu être réédité légalement.
Une scène avec Bunny Bleu en vedette est surajoutée en préambule du film.

## Fiche technique
- Titre : Breaking it (la Toute première fois)
- Réalisation : David J. Frazer et Svetlana
- Date de sortie : 1984
- Film : américain
- Genre : pornographie
- Durée : 90 min

## Distribution
- Paul Thomas : le narrateur
- Traci Lords : Jodie Brown
- John Leslie : M. Warren
- Peter North : Brian
- Jamie Gillis : M. Brown
- Tom Byron : le jeune puceau
- Bunny Bleu : une jeune fille (scène d’ouverture)
- Rikki Blake : la fiancée de Brian
- Rachel Ashley : la femme expérimentée
- Et Roxanne Rollan, Suzanne Hart, Jody Swafford